# Sabino Barinaga
Sabino Barinaga Alberdi (15 août 1922 à Durango – 19 mars 1988 à Madrid) est un footballeur et entraîneur espagnol.

## Biographie
Le 14 décembre 1947, après plus de trois ans de travaux, le Nuevo Estadio Chamartín est inauguré lors d'un match contre le club portugais de Belenenses. Pour ce premier match, le Real Madrid s'impose 3-1 et Sabino Barinaga est le premier joueur à y inscrire un but.

## Palmarès

### Joueur
- Vainqueur de la Copa del Generalísimo en 1946 et 1947 avec le Real Madrid
- Vainqueur de la Coupe Eva Duarte en 1947 avec le Real Madrid